# Liste der Kulturdenkmale in Marne (Holstein)
In der Liste der Kulturdenkmale in Marne sind alle Kulturdenkmale der schleswig-holsteinischen Stadt Marne (Kreis Dithmarschen) aufgelistet (Stand: 30. Juni 2025).

## Legende
In den Spalten befinden sich folgende Informationen:
- Objekt-ID: die Nummer des Kulturdenkmales
- Lage: die Adresse des Kulturdenkmales und die geographischen Koordinaten. Kartenansicht, um Koordinaten zu setzen. In der Kartenansicht sind Kulturdenkmale ohne Koordinaten mit einem roten Marker dargestellt und können in der Karte gesetzt werden. Kulturdenkmale ohne Bild sind mit einem blauen Marker gekennzeichnet, Kulturdenkmale mit Bild mit einem grünen Marker.
- Offizielle Bezeichnung: Bezeichnung des Kulturdenkmales
- Beschreibung: die Beschreibung des Kulturdenkmales
- Bild: ein Bild des Kulturdenkmales

## Sachgesamtheiten
| Objekt-ID      | Lage                                        | Offizielle Bezeichnung      | Beschreibung | Bild                             |
| -------------- | ------------------------------------------- | --------------------------- | --- | -------------------------------- |
| 40549 Wikidata | Alter Kirchhof (53° 57′ 12″ N, 9° 0′ 41″ O) | Kirche St. Maria-Magdalenen | Aktualisierung vorgesehen - Begründung: geschichtlich, künstlerisch, städtebaulich, Kulturlandschaft prägend - Schutzumfang: Kirche St. Maria-Magdalenen, Kirchenausstattung, Kriegerdenkmal 1870/71 | weitere Fotos \| Fotos hochladen |

## Bauliche Anlagen
| Objekt-ID      | Lage                                                         | Offizielle Bezeichnung                                     | Beschreibung | Bild                             |
| -------------- | ------------------------------------------------------------ | ---------------------------------------------------------- | --- | -------------------------------- |
| 3398 Wikidata  | Alter Kirchhof 4/5 (53° 57′ 12″ N, 9° 0′ 38″ O)              | Rathaus                                                    | Alteintragung (Aktualisierung vorgesehen) - Begründung: geschichtlich, künstlerisch, städtebaulich - Schutzumfang: gesamtes Objekt - Denkmaltyp: Bauliche Anlage | weitere Fotos \| Fotos hochladen |
| 8431 Wikidata  | Alter Kirchhof 16 (53° 57′ 11″ N, 9° 0′ 42″ O)               | Wohnhaus                                                   | Wohnhaus; 1895; Planung Maurermeister Lohnhagen, zweigeschossiger, vierachsiger Traufseitbau mit Pultdach und aufwendiger Putzgliederung mit Rustizierung, Pilastern und Schmuckgiebeln; zugleich Erweiterungsbau zur benachbarten ehem. Gaststätte „Ratshallen“ mit stuckiertem Festsaal - Begründung: geschichtlich, künstlerisch, städtebaulich - Schutzumfang: Wohnhaus - Denkmaltyp: Bauliche Anlage                                                           | BW                               |
| 3396 Wikidata  | Alter Kirchhof (53° 57′ 12″ N, 9° 0′ 41″ O)                  | Kirche St. Maria-Magdalenen                                | Die kreuzförmige saalförmige Maria-Magdalenen-Kirche ist eine neugotische Backsteinkirche, sie wurde in den Jahren 1904–06 anstelle eines mittelalterlichen Vorgängerbaus errichtet. Der 61,5 m hohe Turm ist der höchste Kirchturm von Dithmarschen. Alteintragung (Aktualisierung vorgesehen) - Begründung: geschichtlich, künstlerisch, städtebaulich - Schutzumfang: gesamtes Objekt - Denkmaltyp: Bauliche Anlage, Sachgesamtheit: Kirche St. Maria-Magdalenen | weitere Fotos \| Fotos hochladen |
| 6406 Wikidata  | Alter Kirchhof (53° 57′ 11″ N, 9° 0′ 39″ O)                  | Kriegerdenkmal 1870/71                                     | Alteintragung (Aktualisierung vorgesehen) - Begründung: geschichtlich - Schutzumfang: Alteintragung (Aktualisierung vorgesehen) - Denkmaltyp: Bauliche Anlage, Sachgesamtheit: Kirche St. Maria-Magdalenen | weitere Fotos \| Fotos hochladen |
| 8305 Wikidata  | Bürgermeister-Plambeck-Straße 9 (53° 57′ 20″ N, 9° 0′ 20″ O) | Gymnasium Marne Europaschule (ehem. Kaiser-Wilhelm-Schule) | Alteintragung (Aktualisierung vorgesehen) - Begründung: Alteintragung (Aktualisierung vorgesehen) - Schutzumfang: Alteintragung (Aktualisierung vorgesehen) - Denkmaltyp: Bauliche Anlage | BW                               |
| 31432 Wikidata | Bürgermeister-Plambeck-Straße 9 (53° 57′ 20″ N, 9° 0′ 23″ O) | Direktorenwohnhaus                                         | Alteintragung (Aktualisierung vorgesehen) - Begründung: Alteintragung (Aktualisierung vorgesehen) - Schutzumfang: Alteintragung (Aktualisierung vorgesehen) - Denkmaltyp: Bauliche Anlage | BW                               |
| 8307 Wikidata  | Markt 5 (53° 57′ 10″ N, 9° 0′ 42″ O)                         | Apotheke                                                   | Apotheke; 1882; traufständiger, zweigeschossiger, fünfachsiger Massivbau mit ursprünglich schiefergedecktem Mansarddach, zweiachsigem Risalit, vorgestelltem Standerker und sehr reicher historistischer Stuckgliederung - Begründung: geschichtlich, künstlerisch, städtebaulich - Schutzumfang: Apotheke, - Denkmaltyp: Bauliche Anlage | weitere Fotos \| Fotos hochladen |
| 12408 Wikidata | Museumstraße 1 (53° 57′ 16″ N, 9° 0′ 35″ O)                  | Villa mit Arztpraxis                                       | Alteintragung (Aktualisierung vorgesehen) - Begründung: Alteintragung (Aktualisierung vorgesehen) - Schutzumfang: Alteintragung (Aktualisierung vorgesehen) - Denkmaltyp: Bauliche Anlage | BW                               |
| 8308 Wikidata  | Museumstraße 2 (53° 57′ 17″ N, 9° 0′ 38″ O)                  | Heimatmusem Marner Skatclub                                | Heimatmuseum Marner Skatclub; 1905; zweigeschossiger Putzbau mit Queranbau und Satteldach, Staffelung von Rundbogenfenstern und -portal, rückwärtige Erweiterung mit eingeschossigem Hallenbau, errichtet für den 1873 gegründeten Marner Skatclub. - Begründung: geschichtlich, städtebaulich, Kulturlandschaft prägend - Schutzumfang: Heimatmusem Marner Skatclub, - Denkmaltyp: Bauliche Anlage                                                                 | BW                               |
| 24470 Wikidata | Norderstraße 11 (53° 57′ 14″ N, 9° 0′ 38″ O)                 | Gaststätte "Holsteinisches Haus"                           | Gaststätte „Holsteinisches Haus“; 1890; zweigeschossiger, neunachsiger Breitbau mit repräsentativer, historistischer Stuckgliederung; östlich eingeschossiger, dreiachsiger Anbau; rückwärtig großer dreigeschossiger Saalanbau mit hölzerner Galerie und Bühne - Begründung: geschichtlich, städtebaulich - Schutzumfang: Gaststätte "Holsteinisches Haus", - Denkmaltyp: Bauliche Anlage                                                                          | BW                               |
| 24503 Wikidata | Süderstraße (53° 57′ 7″ N, 9° 0′ 46″ O)                      | Müllenhoff-Brunnen                                         | Müllenhoff-Brunnen; 1934, von Gertrud Wiebke Schröder; Schaft aus Stahlblech mit Relief und Inschriften, vier seitlichen Speiern aus Rotguss, aufgesetzte Stange mit tellerförmigem Knauf, darauf Elster, darunter stilisiertes Blattwerk, umlaufend auf Ring tanzende Figuren und Wappen aus farbig gefasstem Blech - Begründung: geschichtlich, künstlerisch - Schutzumfang: Müllenhoff-Brunnen, - Denkmaltyp: Bauliche Anlage                                    | BW                               |
| 24557          | Voigtsweg 5 (49° 58′ 49″ N, 10° 29′ 49″ O)                   | Kath. Kirche Christus König                                | Kath. Kirche Christus König; 1948/49; Architekt H. Lahme; kleine Saalkirche aus rotem Backstein als hölzerne Gelenkbinder-Konstruktion unter Satteldach mit pyramidenförmigem Dachreiter über dem Portal - Schutzumfang: Kath. Kirche Christus König - Begründung: Geschichtlich, Künstlerisch | BW                               |

## Sonstige Denkmale
| Objekt-ID     | Lage                                        | Offizielle Bezeichnung | Beschreibung | Bild |
| ------------- | ------------------------------------------- | ---------------------- | --- | ---- |
| 3395 Wikidata | Alter Kirchhof (53° 57′ 12″ N, 9° 0′ 42″ O) | Kirchenausstattung     | nur teilweise aus dem Vorgängerbau der Maria-Magdalenen-Kirche entnommenen Kirchenausstattung gehören eine Kanzel von Hans Peper und eine Tauffünte von 1300 sowie neugotische Fenster von 1905/06. Alteintragung (Aktualisierung vorgesehen) - Begründung: geschichtlich, künstlerisch - Schutzumfang: gesamtes Objekt - Denkmaltyp: Sonstiges Denkmal, Sachgesamtheit: Kirche St. Maria-Magdalenen | BW   |

## Quelle
- Liste der Kulturdenkmale in Schleswig-Holstein – Kreis Dithmarschen (PDF)

- Karte mit allen Koordinaten:
- OSM |
- WikiMap